# Mimetus brasilianus
Mimetus brasilianus là một loài nhện trong họ Mimetidae.
Loài này thuộc chi Mimetus. Mimetus brasilianus được Eugen von Keyserling miêu tả năm 1886.